# Saint-Sandoux
Saint-Sandoux ist eine französische Gemeinde im Département Puy-de-Dôme in der Region Auvergne-Rhône-Alpes. Sie liegt ca. 25 km südlich von Clermont-Ferrand.

## Bevölkerung
Der ländlich wirkende Ort liegt in die Nähe der Großstadt Clermont-Ferrand. In den letzten Jahren sind eine verstärkte Bautätigkeit und eine starke Zunahme der Einwohnerzahl zu verzeichnen, aktuell sind es 996 Einwohner (Stand 1. Januar 2022).
| Jahr                       | 1962 | 1968 | 1975 | 1982 | 1990 | 1999 | 2006 |
| Einwohner                  | 383  | 435  | 398  | 457  | 508  | 603  | 813  |
| Quellen: Cassini und INSEE |      |      |      |      |      |      |      |

## Geografie
Der mittelalterliche Dorfkern liegt weithin sichtbar auf einem kleinen Plateau. Östlich des Dorfs liegt eine kleine Ebene, nach Süden steigt das Gelände bis zum 848 m hohen Puy de Saint-Sandoux an, im Norden bis zum 716 m hohen Puy de Peyronère.

## Geschichte
Das bis in gallorömische Zeiten zurückverfolgbare Dorf hieß bis zum 11. Jahrhundert Maismac. Seinen heutigen Namen erhielt es zu Ehren des merowingischen Heiligen St. Sindulfus, des damaligen Schutzheiligen der Dorfkirche.
Ab dem 13. Jahrhundert gehörte das Dorf der Familie La Tour d’Auvergne, im 16. Jahrhundert Catherine de Médicis, 1607 schließlich den Herren von Travers, deren Schloss am nördlichen Dorfrand liegt.

## Sehenswürdigkeiten
Der mittelalterliche Dorfkern zeigt noch Spuren der Anlage als Wehrdorf. Vom Dorf und vor allem dem über Wanderwege erreichbaren Puy de Saint-Sandoux eröffnen sich Ausblicke über die schöne Landschaft der näheren Umgebung.
Am Puy de Saint-Sandoux liegt eine viel benutzte Startrampe für Gleitschirmflieger.

## Wirtschaft
In unmittelbarer Dorfnähe liegt mit dem Foyer Atelier de Ceyran eine vom Verein CAPPA betriebene Behindertenwerkstätte mit Ausbildungszentrum und Wohnheim.
Seit einigen Jahren unterhalten verschiedene öffentliche, landwirtschaftliche und Forschungseinrichtungen eine Baumschule zur Wahrung des in der Region traditionellen Apfelanbaus und der historischen Apfelsorten. 